# La Chamade (film)
Pour les articles homonymes, voir La Chamade et Heartbeat.
Pour plus de détails, voir Fiche technique et Distribution.
La Chamade est un film français réalisé par Alain Cavalier, sorti en 1968,  adaptation du roman éponyme de Françoise Sagan, publié en 1965.

## Synopsis
Lucile (Catherine Deneuve) est jeune, très belle, elle aime vivre libre et oisive, dans un cadre luxueux, grâce son amant Charles (Michel Piccoli), un riche industriel plus âgé, qu'elle accompagne à loisir au théâtre, dans les cabarets, les voyages, les séjours à Saint-Tropez, les dîners mondains du Paris de la fin des années 1960.
Antoine, éditeur sans un sous, rencontré dans une soirée va incarner pour elle la beauté physique de la jeunesse et le désir, le coup de foudre, l'exaltation mais aussi, peu à peu, la pesanteur d'un travail sans intérêt, la médiocrité d'un studio sous les toits, les soucis matériels. N'acceptant pas la nature paresseuse et hédoniste de Lucile qui ne veut s'attacher à rien mais seulement aimer et être aimée, qui ne veut pas d'enfant de lui, Antoine se détache d'elle comme elle se détache de lui. Elle retourne vers Charles, pour la vie qu'il lui apporte, de luxe, de calme, de beauté, mais aussi parce qu'il l'aime inconditionnellement, pour ce qu'elle est sans vouloir la changer, sans la juger,.

## Fiche technique
- Titre : La Chamade
- Réalisation : Alain Cavalier, assisté de Florence Malraux et Jean-François Stévenin
- Scénario : Alain Cavalier et Françoise Sagan, d'après le roman éponyme de cette dernière[1].
- Décors : Jacques Dugied
- Costumes : Yves Saint Laurent (pour Catherine Deneuve), Arlette Nastat (pour Irène Tunc)
- Photographie : Pierre Lhomme
- Son : Jacques Maumont
- Montage : Pierre Gillette
- Scripte : Élisabeth Rappeneau
- Musique : Maurice Le Roux
- Production : Georges Dancigers, Alexandre Mnouchkine, Alberto Grimaldi
- Sociétés de production : Les Films Ariane, Les productions Artistes associés (Paris) - Produzioni Europee Associati (Rome)
- Société de distribution : United Artists
- Pays d'origine :  France,  Italie
- Langue originale : français
- Format : Couleur (Eastmancolor) - 35 mm - 1,66:1 - son mono
- Genre : comédie romantique
- Durée : 105 minutes
- Date de sortie : 30 octobre 1968
- Affiches : Raymond Elseviers (Belgique), Jouineau Bourduge (France)

## Distribution
- Catherine Deneuve : Lucile, 25 ans, la belle et jeune maîtresse de Charles
- Michel Piccoli : Charles, un riche homme d'affaires, son amant
- Roger Van Hool : Antoine, un garçon de l'âge de Lucile, dont elle tombe amoureuse
- Jacques Sereys : Johnny
- Amidou : Étienne
- Irène Tunc : Diane
- Philippine Pascal : Claire
- Monique Lejeune : Marianne
- Jean-Pierre Castaldi : le dragueur de l'aéroport
- Jean-François Stévenin : le jeune homme au pull bleu, dans le bistrot
- Louise Rioton : Pauline, la servante
- Christiane Lasquin : Madeleine
- Matt Carney : Destret, l'Américain

## Origine de l'article
- Cet article est partiellement ou en totalité issu de l'article intitulé « La Chamade » (voir la liste des auteurs).